# Marek Bakoš
Marek Bakoš (* 15. dubna 1983, Nová Baňa) je bývalý slovenský fotbalový útočník a reprezentant, svojí kariéru zakončil v mužstvu FC Viktoria Plzeň. Mimo Slovensko působil na klubové úrovni v Rusku a Česku.

## Klubová kariéra
Marek Bakoš začínal s fotbalem v šesti letech v rodném městě, v klubu MFK Nová Baňa. V 15 letech odešel do celku FC Nitra, kde také debutoval v seniorské kategorii. Po pěti sezónách v Nitře přestoupil v červnu 2003 do Matadoru Púchov. V lednu 2006 šel do ruského klubu FK Šinnik Jaroslavl. V lednu 2007 se vrátil na Slovensko a upsal se mužstvu MFK Ružomberok, kde se stal kapitánem týmu.

### FC Viktoria Plzeň
Před sezónou 2009/10 jej přivedl do Viktorie Plzeň kouč Pavel Vrba, jenž na Slovensku působil. Nějakou dobu seděl Marek na lavičce, než začal hrát v základní sestavě. Nejvíce se jemu i Plzni dařilo v roce 2011, kdy vyhrál s klubem 1. ligu, český Superpohár a také se s mužstvem kvalifikoval do Ligy mistrů UEFA. Několikrát se Bakoš objevil v ideálních sestavách - díky svým střeleckým schopnostem.

#### Sezóna 2011/12
Plzeň se v sezóně 2011/12 propracovala z 2. předkola až do základní skupiny Ligy mistrů. Ve druhém předkole přešla přes arménský celek Pjunik Jerevan po výsledcích 4:0 a 5:1. Marek Bakoš vstřelil celkem 4 góly svého týmu. Ve 3. předkole následoval postup přes norský Rosenborg Trondheim (výhry 1:0 a 3:2), slovenský střelec se opět prosadil, dal jeden gól. Ve 4. předkole se zrodil postup přes dánský FC Kodaň (výhry 3:1 a 2:1), Marek Bakoš vsítil opět jeden gól, celkem tak v předkolech skóroval šestkrát. V základní skupině H si zahrál proti dvěma evropským velkoklubům FC Barcelona (prohry 0:2 a 0:4) a AC Milan (prohra 0:2 a remíza 2:2). Třetím klubem, s nímž se západočeský klub utkal byl běloruský BATE Borisov (výhra 1:0 a remíza 1:1). Obě plzeňské branky vstřelil Bakoš, ta z 13. září 2011 byla historicky první brankou Plzně v Lize mistrů. Plzeň obsadila v konečném součtu 3. místo před BATE a díky tomu si zajistila účast v jarní vyřazovací části Evropské ligy 2011/12. Zde se Plzeň střetla s německým Schalke 04 a po výsledcích 1:1 doma a 1:3 venku po prodloužení vypadla. Část fanoušků se po tomto utkání na Marka Bakoše zlobila, protože v 60. minutě oslabil tým zbytečným faulem na obránce německého týmu Řeka Kyriakose Papadopoulose. Bakoš dostal 3-zápasový trest (platný jen pro utkání v evropských pohárech). Nemohl tedy nastoupit ve dvojutkání 2. předkola Evropské ligy 2012/13 proti gruzínskému klubu FC Rustavi Metallurgist (výhra Plzně 1:3 venku a 2:0 doma) ani v úvodním zápase 3. předkola proti polskému týmu Ruch Chorzów (výhra Plzně 2:0 v Chorzowě).
V sezóně 2011/12 bojovala Plzeň v posledním kole se Slovanem Liberec o titul, utkání skončilo nerozhodně 0:0, tento výsledek stačil Liberci na první místo a Plzeň spadla na 3. příčku za pražskou Spartu. Bakoš nastřádal v této sezoně 28 ligových startů a 16 gólů.

#### Sezóna 2012/13
V evropských pohárech nastoupil až v domácí odvetě 9. srpna 2012 proti Ruchu Chorzów, kterou Viktoria ovládla poměrem 5:0. Marek Bakoš zvyšoval v 54. minutě hlavou na 4:0 po centru Pavla Horvátha.
23. srpna 2012 se střetla Plzeň venku v úvodním utkání play-off Evropské ligy s belgickým týmem KSC Lokeren a podlehla mu 1:2. Jediný gól Západočechů vstřelil ve 29. minutě Marek Bakoš. V domácí odvetě 30. srpna poslal v 37. minutě Bakoš po centru Limberského z levé strany míč hlavou do sítě (do protipohybu brankáře) a zařídil tak výhru 1:0, která posunula Plzeň do skupinové fáze Evropské ligy.
V základní skupině B byla Plzeň přilosována k týmům Atlético Madrid (Španělsko), Hapoel Tel Aviv (Izrael) a Académica de Coimbra (Portugalsko). V prvním utkání Plzně 20. září 2012 na domácí půdě proti portugalskému týmu Académica de Coimbra Marek Bakoš nenastoupil, neboť se nestihl vyléčit ze zranění. Utkání skončilo vítězstvím Plzně 3:1. Ve druhém zápase 4. října odehrál 90 minut proti domácímu Atléticu Madrid, pak jej vystřídal David Štípek. Plzeň prohrála gólem Rodrígueze v nastaveném čase 0:1. 25. října cestovala Plzeň do Izraele k utkání proti Hapoelu Tel Aviv a většinu prvního poločasu byla pod tlakem soupeře. Bakoš nastoupil od začátku zápasu, střetnutí skončilo výsledkem 2:1 pro hosty, Plzeň si s 6 body upevnila druhou příčku za vedoucím Atléticem Madrid. 8. listopadu 2012 přivítala Plzeň Hapoel Tel Aviv v odvetě na domácím hřišti a vyhrála 4:0, díky tomuto výsledku se posunula s 9 body o skóre na čelo tabulky před doposud vedoucí Atlético Madrid (které v souběžném zápase prohrálo v Coimbře 0:2). Izraelský celek hrál navíc od 41. minuty oslaben o jednoho hráče. Bakoš nastoupil na hřiště v základní sestavě a v 84. minutě ukončil svou několikazápasovou sérii bez vstřelené branky. Po centru Radima Řezníka usměrnil hlavou míč přesně k tyči soupeřovy brány a stanovil tak konečné skóre 4:0. Vzápětí jej na hřišti vystřídal Edgar Malakjan. 22. listopadu nastoupil v Portugalsku v utkání proti Coimbře, zápas skončil 1:1. Tento výsledek stačil Plzni na postup do jarní fáze Evropské ligy. 6. prosince 2012 odehrál zápas v Plzni proti Atléticu Madrid (výhra Viktorie Plzeň 1:0). Plzeň si tak se 13 body zajistila konečné 1. místo v tabulce skupiny B o 1 bod před druhým Atléticem. 14. února 2013 v jarní vyřazovací části nastoupil v šestnáctifinále proti domácímu italskému mužstvu SSC Neapol. Plzeň zvítězila v Neapoli 3:0. Hrál i o týden později v domácí odvetě, kterou Plzeň opanovala poměrem 2:0 a postoupila do osmifinále. Marek Bakoš se v obou zápasech střelecky neprosadil. V osmifinále odehrál 60 minut domácího utkání proti tureckému celku Fenerbahçe Istanbul, Plzeň poprvé v tomto ročníku Evropské ligy prohrála doma (0:1). 14. března v odvetě v Istanbulu nastoupil v základní sestavě, Viktoria remizovala 1:1 a vypadla z Evropské ligy.
V 6. kole Gambrinus ligy 2012/13 2. září 2012 se Marek Bakoš dvakrát trefil proti domácí Dukle Praha. Poprvé to bylo v 31. minutě z přímého volného kopu, kdy Bakoš zakroutil míč nad hlavami hráčů ve zdi do horního rohu Radovy brány (byl to první gól zápasu) a podruhé v 66. minutě, když využil chybu v rozehrávce brankáře Dukly Filipa Rady a zvýšil na průběžných 3:0. V 79. minutě jej vystřídal mladý arménský záložník Edgar Malakjan. Utkání skončilo vítězstvím Plzně 4:1. Koncem října 2012 podepsal Marek Bakoš s Viktorií Plzeň prodloužení smlouvy (která měla končit po sezoně 2012/13) až do června 2015. V zimní ligové přestávce během soustředění na Kypru vstřelil gól v přípravném utkání 3. února 2013 proti ruskému celku FC Lokomotiv Moskva, Plzeň zvítězila v divokém zápase 5:3. V prvním ligovém zápase Plzně po zimní přestávce 25. února 2013 zařídil jako střídající hráč dvěma góly vítězství Viktorie 3:1 nad domácím Brnem. 17. března 2013 přispěl jedním gólem k vítězství 4:0 nad Duklou Praha, která hrála prakticky celý zápas v oslabení o jednoho hráče. 7. dubna zařídil ve 22. ligovém kole dvěma góly vítězství Plzně 2:1 nad Teplicemi. Sezónu 2012/13 Gambrinus ligy završil ziskem ligového titulu, Plzeň porazila 1. června v posledním 30. kole sestupující FC Hradec Králové 3:0 a udržela si dvoubodový náskok před největším konkurentem Spartou Praha.

#### Sezóna 2013/14
V letní přípravě si přivodil zranění kotníku, které si obnovil v prvním ligovém kole proti Bohemians 1905. Začátek sezóny byl nucen vynechat, nastoupil na několik závěrečných minut až 24. srpna 2013 v 6. ligovém kole proti domácímu Slovácku, (Plzeň vyhrála 3:1). První gól po zranění vstřelil 27. září 2013 v ligovém utkání proti domácí Vysočině Jihlava. Byla to vítězná branka, která znamenala výhru Plzně 2:1. S Plzní obsadil na konci sezony 2013/14 2. místo v domácí lize i českém poháru.
Zahrál si i v základní skupině Ligy mistrů, kde se viktoriáni střetli s německým Bayernem Mnichov, anglickým Manchesterem City a ruským CSKA Moskva. 2. října 2013 vstřelil v nastaveném čase poslední gól střetnutí proti CSKA Moskva (hrálo se v Petrohradu), ale pouze snižoval na konečných 2:3.

#### Sezóna 2014/15
Díky umístění Plzně na druhé příčce konečné tabulky předchozí sezóny se s Viktorkou představil ve 3. předkole Evropské ligy UEFA 2014/15 proti rumunskému týmu FC Petrolul Ploiești. V první utkání klub uhrál na půdě soupeře nadějnou remizu 1-1. V odvetě Plzeň prohrála 1-4 a z evropských pohárů vypadla. Na podzim byl pouze náhradníkem a dostal svolení hledat si nové angažmá. Přesto, že jarní část ročníku 2014/15 strávil v dresu Liberce, získal s mužstvem mistrovský titul.

### FC Slovan Liberec
Poté, co se nedohodl s klubem FK Baumit Jablonec (třetí tým podzimní tabulky), podepsal v lednu 2015 smlouvu na rok a půl s patnáctým týmem 1. ligy FC Slovan Liberec. Zájem o jeho služby projevily ještě ŠK Slovan Bratislava (Slovensko) a FK Mladá Boleslav. V sezóně 2014/15 si mimo ligového titulu s Viktorií Plzeň připsal prvenství i v českém poháru se Slovanem Liberec. Díky tomu se s týmem představil v Evropské lize UEFA 2015/16 (mužstvo bylo vyřazeno v základní skupině).
20. února 2016 dal svůj první ligový hattrick a zařídil tak výhru 3:2 v severočeském derby nad FK Jablonec. S Libercem vybojoval v ročníku 2015/16 třetí místo, které v konečném důsledku znamenalo postup týmu do předkola Evropské ligy UEFA 2016/17.

### FC Viktoria Plzeň (návrat)
V květnu 2016 se po jedenapůlročním angažmá ve Slovanu Liberec domluvil na dvouletém kontraktu s FC Viktoria Plzeň a vrátil se tak do známého prostředí.

#### Sezóna 2016/17
S Viktorkou postoupil přes ázerbájdžánský Qarabağ FK po remízách 0:0 (v tomto utkání Bakoš nenastoupil) a 1:1 do 4. předkola - play-off Ligy mistrů UEFA, což znamenalo jistou podzimní účast Plzně v evropských pohárech. 4. předkolo LM Západočeši proti bulharskému PFK Ludogorec Razgrad výsledkově nezvládli (prohra 0:2 a remíza 2:2) a museli se spokojit s účastí ve skupinové fázi Evropské ligy UEFA. Viktorka byla nalosována do základní skupiny E společně s AS Řím (Itálie), Austria Vídeň (Rakousko) a FC Astra Giurgiu (Rumunsko).
V prvním kole se Viktoria střetla 15. 9. 2016 na domácí půdě s AS Řím. Bakoš byl na hřišti do 85. minuty a v 1. poločase (ve 12. minutě) po centru Martina Zemana vyrovnal hlavou na konečných 1:1. K dalšímu zápasu základní skupiny cestovala Plzeň 29. září 2016 do Rakouska, kde se střetla s Austrií Vídeň. Bakoš nastoupil v základní sestavě a hrál do 66. minuty, střetnutí skončilo bezbrankovou remízou. 20. 10. 2016 podlehla Plzeň s Bakošem v základní sestavě Astře Giurgiu 1:2. V Odvetě hrané 3. listopadu 2016 na hřišti Astry předvedla Viktorka velmi kvalitní výkon, ale v konečném důsledku jen remizovala se soupeřem 1:1. V dalším střetnutí Plzeň definitivně ztratila naději na postup, když podlehla římskému AS v poměru 1:4. Z výhry se Západočeši radovali až v posledním střetnutí hraném 8. prosince 2016, kdy před domácím publikem otočili zápas proti Austrii Vídeň z 0:2 na 3:2, přestože od 18. minuty hráli oslabeni o jednoho hráče. Plzeň touto výhrou ukončila 14 zápasovou sérii bez vítězství v Evropské lize. Viktoria skončila v základní skupině na třetím místě.
V dubnu 2017 v utkání proti 1. FC Slovácko (zvyšoval na konečných 2:0) vstřelil z pokutového kopu svůj jubilejní stý ligový gól (a padesátý v dresu Viktorie Plzeň) a zařadil se tak mezi členy Klubu ligových kanonierov. Situaci předcházel nasimulovaný pád spoluhráče Martina Zemana v pokutovém území soupeře.

## Klubové statistiky
Aktuální k 28. květnu 2016
| Sezona  | Klub                | Soutěž         | Zápasy | Góly |
| ------- | ------------------- | -------------- | ------ | ---- |
| 2002/03 | FC Nitra            | 2. liga        | 1      | 0    |
| 2003/04 | FK Matador Púchov   | Corgoň liga    | 21     | 1    |
| 2004/05 | FK Matador Púchov   | Corgoň liga    | 35     | 9    |
| 2005/06 | FK Matador Púchov   | Corgoň liga    | 19     | 8    |
| 2006    | FK Šinnik Jaroslavl | Premier Liga   | 22     | 3    |
| 2006/07 | MFK Ružomberok      | Corgoň liga    | 11     | 0    |
| 2007/08 | MFK Ružomberok      | Corgoň liga    | 22     | 10   |
| 2008/09 | MFK Ružomberok      | Corgoň liga    | 15     | 6    |
| 2009/10 | FC Viktoria Plzeň   | Gambrinus liga | 24     | 7    |
| 2010/11 | FC Viktoria Plzeň   | Gambrinus liga | 25     | 9    |
| 2011/12 | FC Viktoria Plzeň   | Gambrinus liga | 28     | 16   |
| 2012/13 | FC Viktoria Plzeň   | Gambrinus liga | 28     | 10   |
| 2013/14 | FC Viktoria Plzeň   | Gambrinus liga | 14     | 1    |
| 2014/15 | FC Viktoria Plzeň   | Synot liga     | 5      | 1    |
| 2014/15 | FC Slovan Liberec   | Synot liga     | 12     | 1    |
| 2015/16 | FC Slovan Liberec   | Synot liga     | 28     | 12   |

## Reprezentační kariéra

### Mládežnické reprezentace
Bakoš působil v některých mládežnických reprezentacích Slovenska. V roce 2002 se zúčastnil Mistrovství Evropy hráčů do 19 let v Norsku, kde získal s týmem bronzové medaile.
Díky 3. místu z ME U19 2002 postoupilo Slovensko o rok později na Mistrovství světa hráčů do 20 let 2003 ve Spojených arabských emirátech, jehož se Bakoš také zúčastnil (Slovensko prohrálo v osmifinále 1:2 po prodloužení s Brazílií).

### A-mužstvo
Marek Bakoš debutoval ve slovenské fotbalové reprezentaci 29. února 2012 v přátelském utkání proti Turecku (Slovensko vyhrálo v Turecku 2:1), kde odehrál první poločas. Nastoupil i v dalších zápasech reprezentace - proti Polsku 26. května 2012, kde pro změnu přišel na hřiště v úvodu 2. poločasu, Polsko vyhrálo přátelské střetnutí doma 1:0
 a 30. května 2012 opět v přátelském utkání proti domácímu Nizozemí, kdy hrál do 78. minuty a poté byl vystřídán Filipem Hološkem. Nizozemí vyhrálo 2:0. Čtvrtý start si připsal během posledního přípravného zápasu 15. srpna 2012 před startem kvalifikačních bojů o Mistrovství světa ve fotbale 2014. Slovenské A-mužstvo sehrálo utkání v Odense proti domácímu Dánsku a vyhrálo 3:1, Bakoš nastoupil v základní sestavě a hrál do 61. minuty, kdy jej na hřišti nahradil Martin Jakubko. Ani v tomto utkání se Marek Bakoš gólově neprosadil. Popáté nastoupil v základní sestavě v prvním kvalifikačním utkání na MS 2014 proti domácí Litvě a hrál do 79. minuty (pak jej střídal na hřišti Martin Jakubko). Zápas skončil nerozhodně 1:1, Bakoš vstřelil v prvním poločase regulérní gól, který však španělský rozhodčí Gomez neuznal pro údajný ofsajd. 14. listopadu 2012 odehrál přátelský zápas s Českou republikou v Olomouci, ve druhém poločasu nahradil na hřišti Miroslava Stocha. Společně s Michalem Ďurišem a Mariánem Čišovským nastoupil proti několika klubovým spoluhráčům v českém dresu. Neměl však žádnou příležitost ke skórování, česká obrana byla jistá. Slovenská reprezentace podlehla domácímu mužstvu 0:3.
22. března 2013 nastoupil v domácím kvalifikačním zápase proti Litvě, který skončil remízou 1:1. Marek se gólově neprosadil ani ve svém jubilejním desátém utkání 26. března 2013 (šlo o přátelské střetnutí proti Švédsku, které skončilo bezbrankovou remízou) ani v následujícím zápase 7. června 2013 proti Lichtenštejnsku (kvalifikační utkání na MS 2014, remíza 1:1).

### Reprezentační zápasy
Zápasy Marka Bakoše v A-mužstvu Slovenska
| Rok    | Zápasy | Góly |
| ------ | ------ | ---- |
| 2012   | 8      | 0    |
| 2013   | 5      | 0    |
| 2014   | 0      | 0    |
| 2015   | 0      | 0    |
| 2016   | 1      | 0    |
| Celkem | 14     | 0    |